# Bracara Augusta

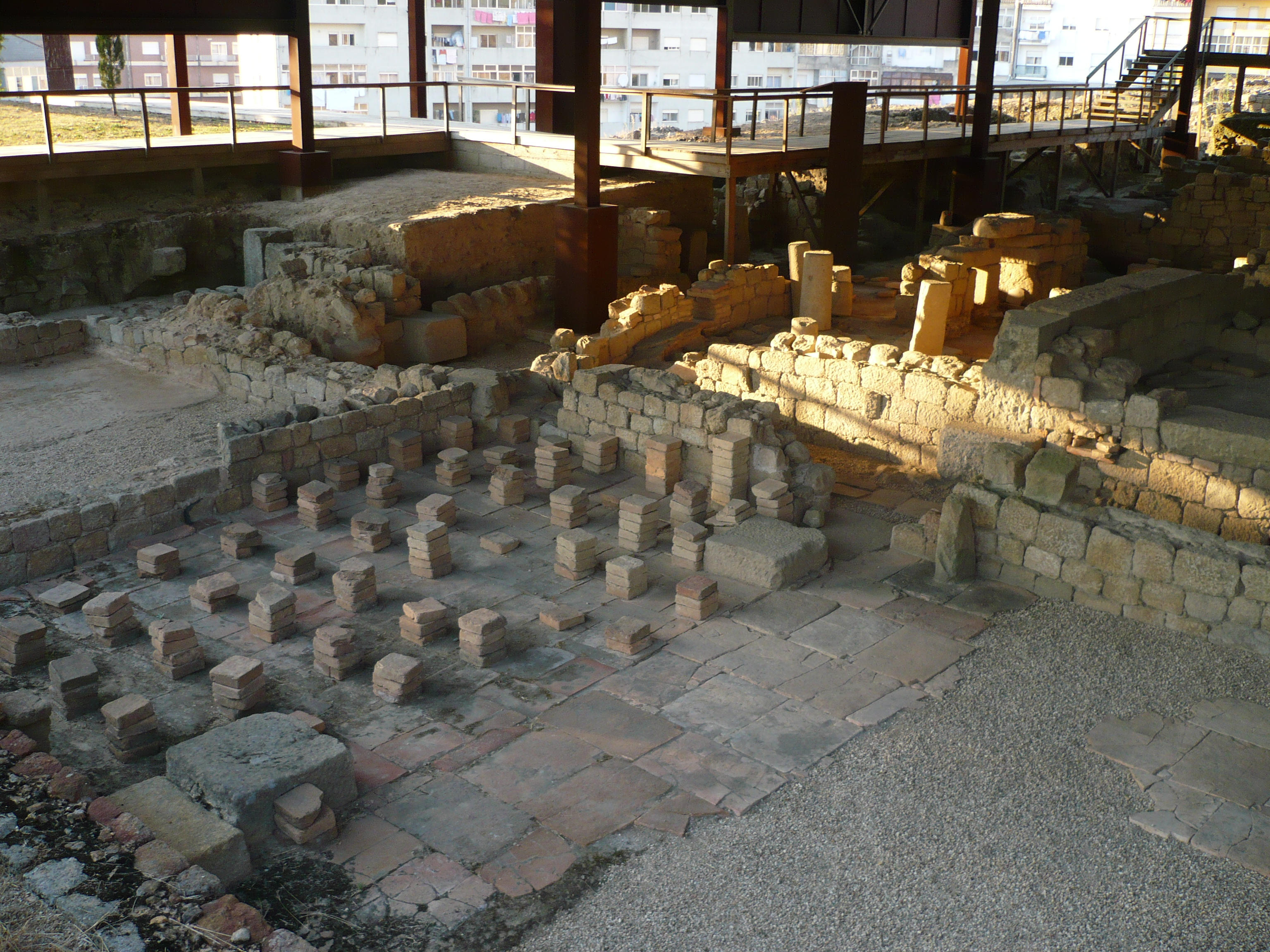
Fostele terme

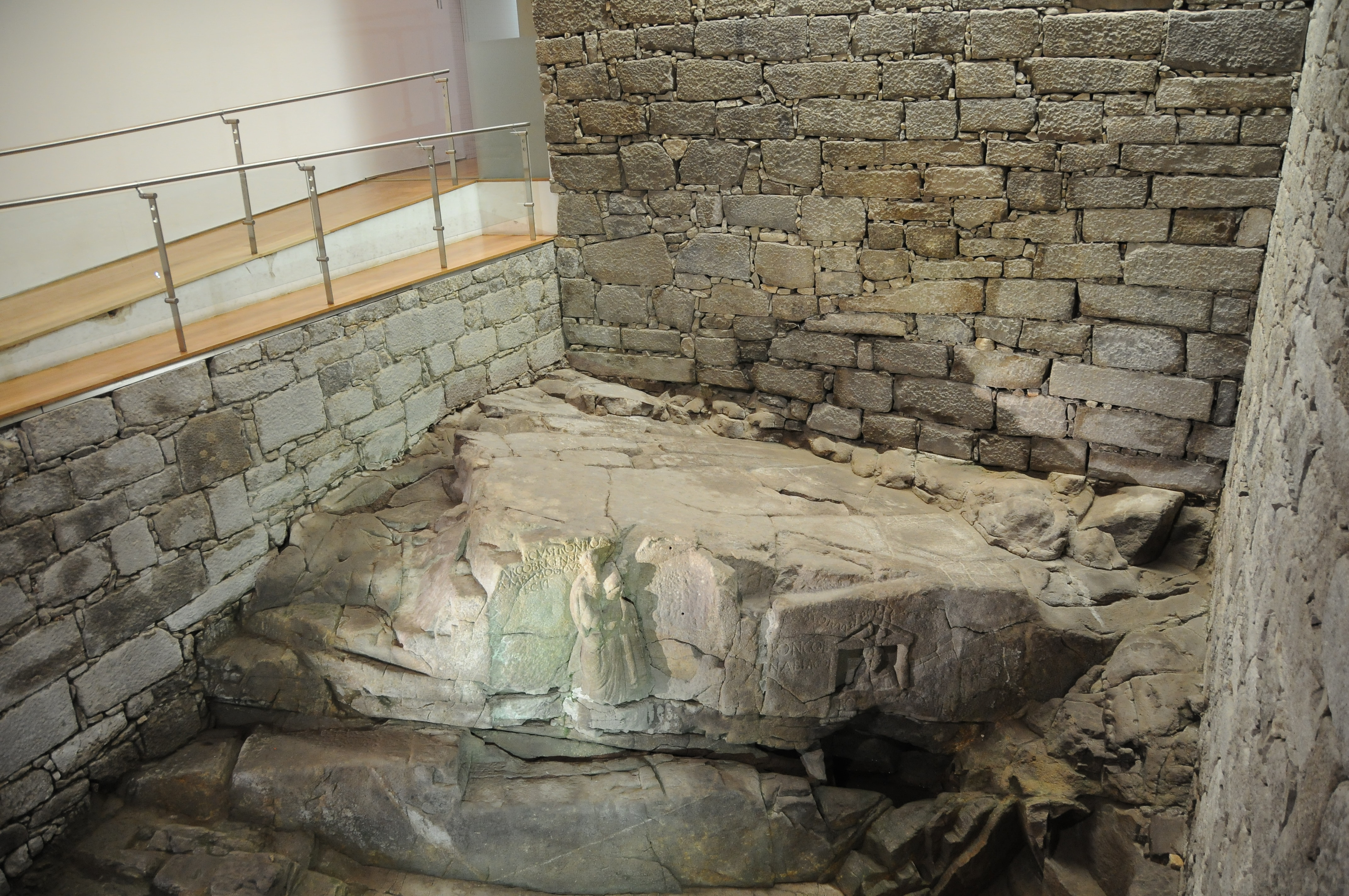
Fonte do Ídolo

Bracara Augusta a fost un oraș antic din Portugalia de azi. Este vorba de orașul de astăzi Braga. 